# Moruga thorsborneorum
Espèce
Moruga thorsborneorum est une espèce d'araignées mygalomorphes de la famille des Barychelidae.

## Distribution
Cette espèce est endémique du Queensland en Australie. Elle se rencontre sur le mont Bellenden Ker.

## Description
La femelle holotype mesure 32 mm

## Étymologie
Cette espèce est nommée en l'honneur de Margaret et Arthur Thorsborne.

## Publication originale
- Raven, 1994 : Mygalomorph spiders of the Barychelidae in Australia and the Western Pacific. Memoirs of the Queensland Museum, vol. 35, no 2, p. 291-706 (texte intégral).